# Череповец (аэропорт)
Международный аэропорт Череповец — аэропорт федерального значения, расположенный в 20 километрах от города Череповца. Единственный международный аэропорт в Вологодской области.

## История аэропорта
Первый аэропорт Череповца основан в 1933 году и до 1981 года располагался в деревне Матурино под Череповцом. В 1970 году его передали Вологодскому объединённому авиационному отряду. С 1981 года аэропорт Череповец располагается на своём современном месте.
В 1991 году череповецкий аэропорт стал структурным подразделением Череповецкого металлургического комбината. С 21 мая 2002 года структурное подразделение ОАО «Северсталь» «Аэропорт „Череповец“» преобразовано в ООО «Авиапредприятие „Северсталь“».
В период с 1999 по 2006 год выполнена модернизация аэропортового комплекса: проведена реконструкция взлётно-посадочной полосы (ВПП), произведена замена светосигнального оборудования, установлена радиотехническая система посадки. Построены новые здания инженерно-авиационной службы, службы поискового и аварийно-спасательного обеспечения полётов и аэровокзала, проведена газификация аэропорта.
В 2015 году произведена замена асфальтового покрытия ВПП, рулёжных дорожек, перронов, прочих дорог.
Для выполнения международных и внутренних воздушных перевозок эксплуатант аэропорта Авиапредприятие «Северсталь» имеет сертификат эксплуатанта № 251 и сертификат МАК № 096 А-М на соответствие аэропорта сертификационным требованиям для международных полётов.

## Памятники самолётам
памятник Ил-103
Установлен в 2017 года.
Пассажирский Ил-103 (заводской номер 0303, бортовой № RA-61915) выпущен 25 января 1998 года. С 27 января 1999 года находился в эксплуатации у Клуба любителей авиации. 24 июля 2006 года произошла авария, в результате которой самолёт был повреждён и восстановлению не подлежал.
памятник Як-40
Собран на авиазаводе в Смоленске в 1976 году получив «имя» СССР-88180 (заводской номер 9622047, бортовой номер СССР-88180, в России — RA-88180). Эксплуатировался компанией «Аэрофлот», в 1999 году перешёл в собственность к авиапредприятия «Северсталь» (г. Череповец). В 2012 году выведен из эксплуатации.
Напротив Як 40 находится самолет CRJ-200 Авиапредприятия Северсталь с бортовым номером RA-67231

## Пункты назначения
| Логотип | Авиакомпания | Направления | Самолеты                                           | Примечание |
| ------- | ------------ | --- | -------------------------------------------------- | ---------- |

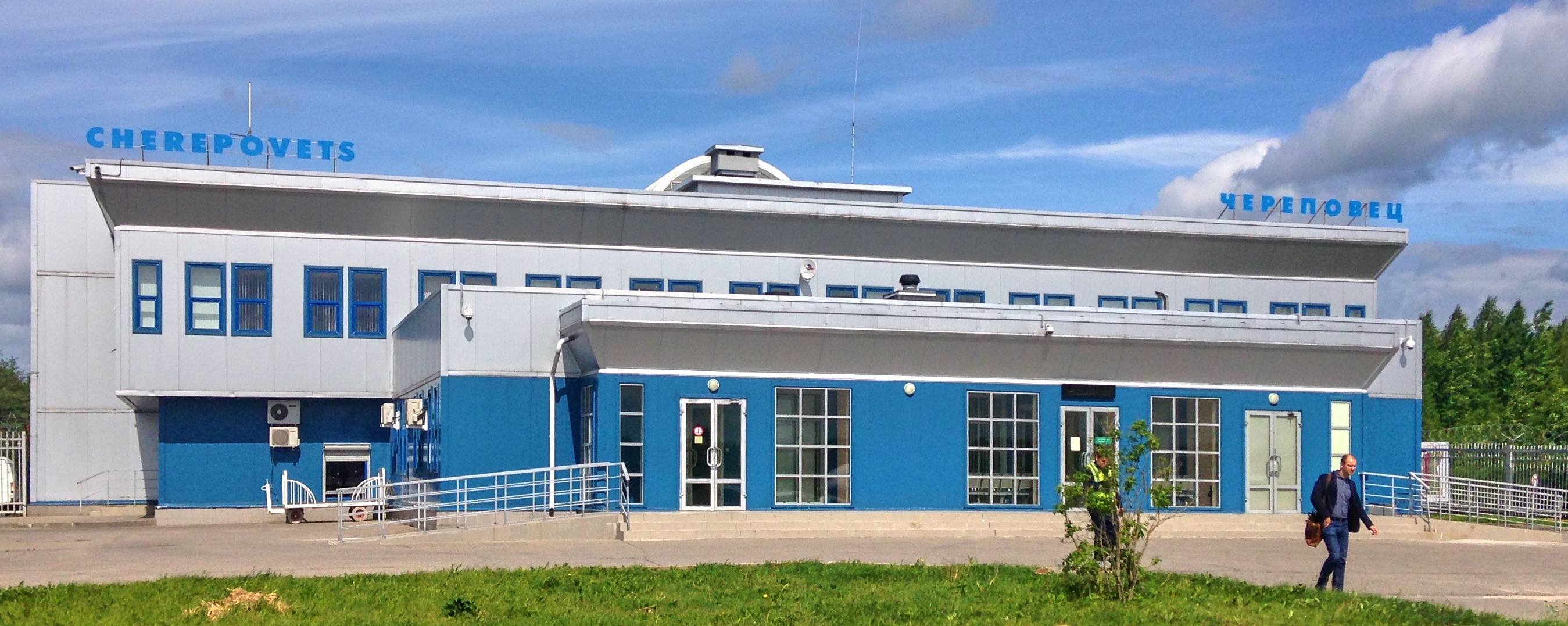
Здание аэропорта со стороны ВПП

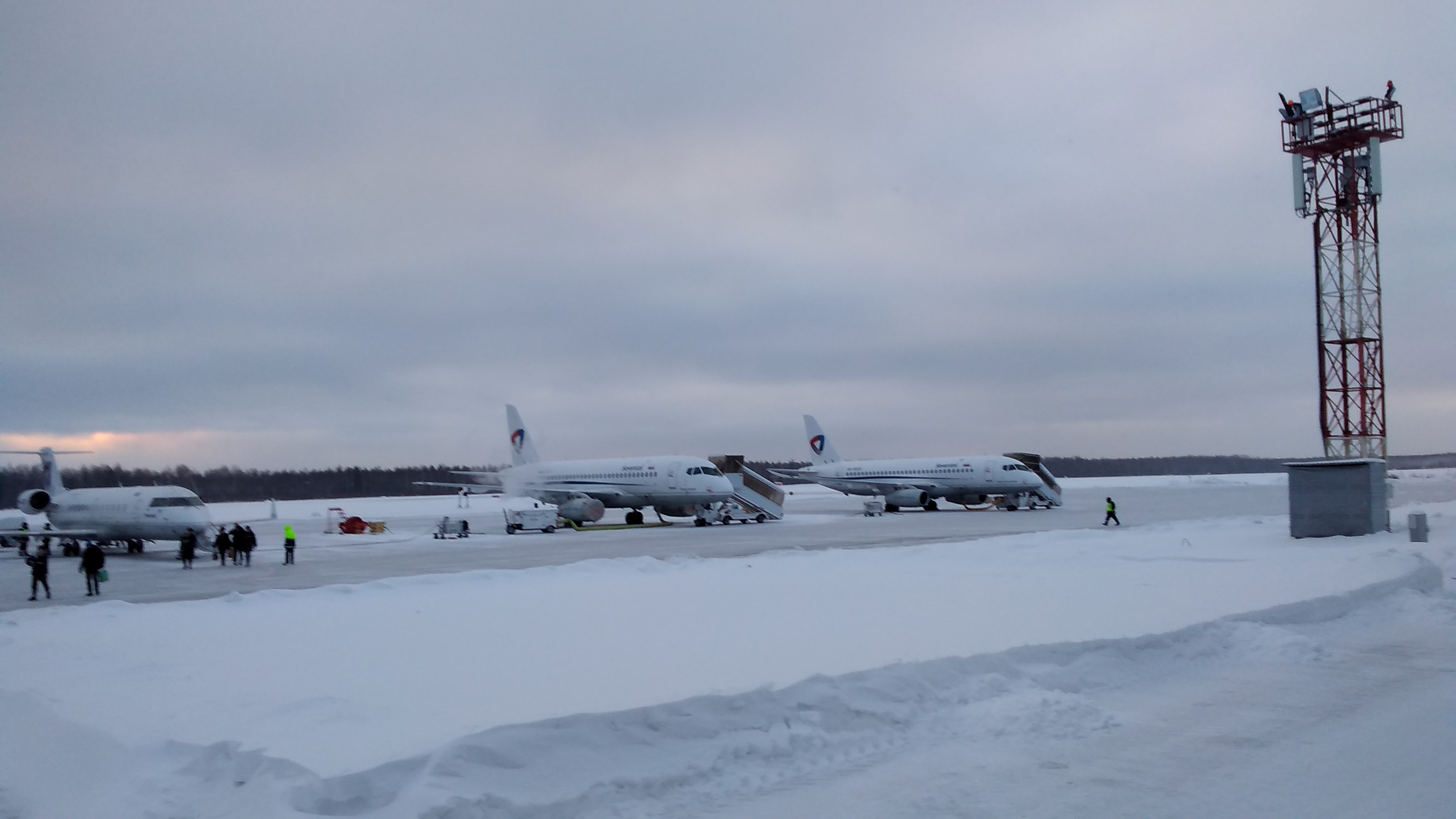
Лётное поле

|         | Северсталь   | Апатиты, Калининград, Минеральные Воды, Москва-Домодедово, Москва-Шереметьево, Мурманск, Санкт-Петербург, Ухта Сезонные рейсы: Анапа, Батуми, Бургас, Геленджик, Петрозаводск (с 29 апреля 2019 года), Симферополь, Сочи Чартерные рейсы выполняются после согласования в коммерческом отделе авиапредприятия. | Bombardier CRJ-200 или Як-40, Sukhoi Superjet 100. |            |

## Принимаемые типыВС
Ан-12, Ан-24, Ан-26, Ан-28, Ан-30, Ан-32, Ан-72, Ан-74, Ил-114, Л-410, Ту-134, Як-40, Як-42 Bombardier CRJ200, Sukhoi Superjet — 100 и др. типы ВС 3-4 класса, вертолёты всех типов. Классификационное число ВПП (PCN) 27/R/B/X/T.

## Показатели деятельности
| год             | 2014  | 2015  | 2016  | 2017  |
| тыс. пассажиров | 111,9 | 132,6 | 142,4 | 149,1 |
| Источники:      |       |       |       |       |

## Происшествия
11 июня 2013 года самолёт Boeing 737 авиакомпании ЮТэйр, следовавший из Томска в Санкт-Петербург совершил аварийную посадку из-за неисправности топливной системы. На борту находились 112 пассажиров, в том числе 12 детей и 6 членов экипажа. При посадке никто не пострадал.

## Ближайшие аэропорты
- Вологда (117 км)
- Староселье (Рыбинск) (129 км)
- Туношна (Ярославль) (221 км)
- Кострома (237 км)
- Мигалово (Тверь) (288 км)